# برج دروازه
برج دروازه (آلمانی: Torturm)نوعی از استحکامات تاریخی و قدیمی در شهرهاست که شامل یک برج است که بر روی یک دروازه یا مجاور آن ساخته می شود.

## نگارخانه

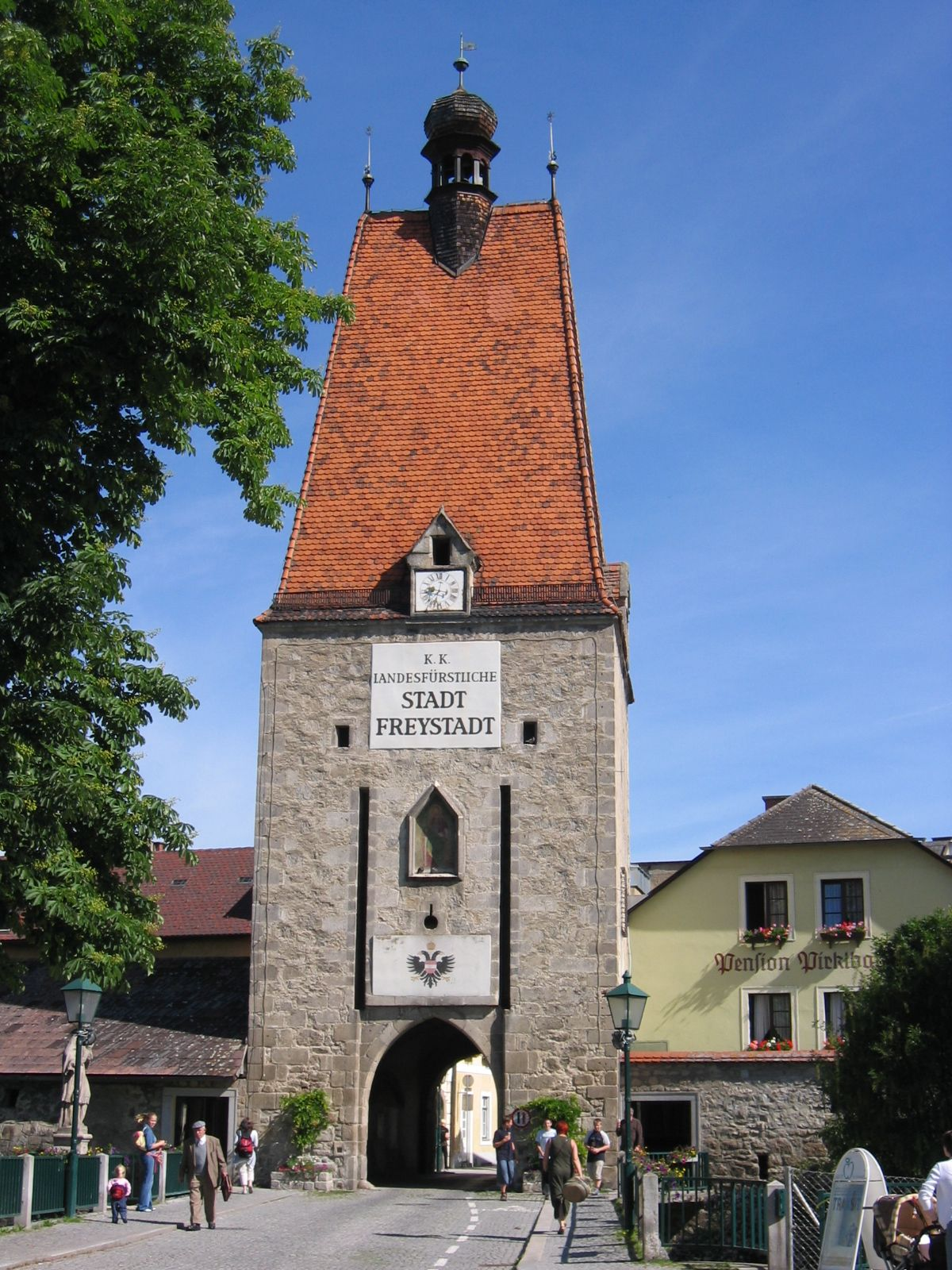
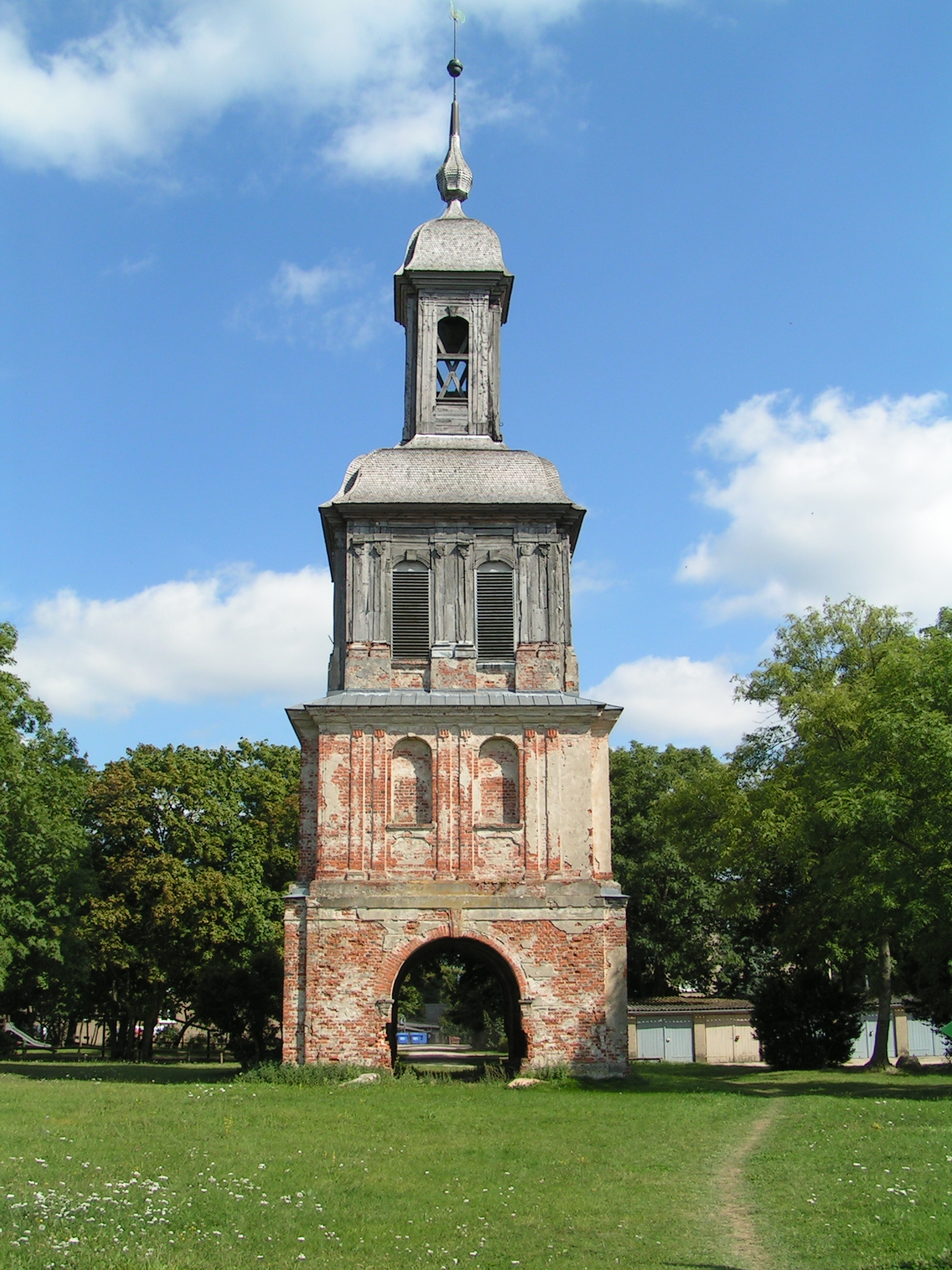
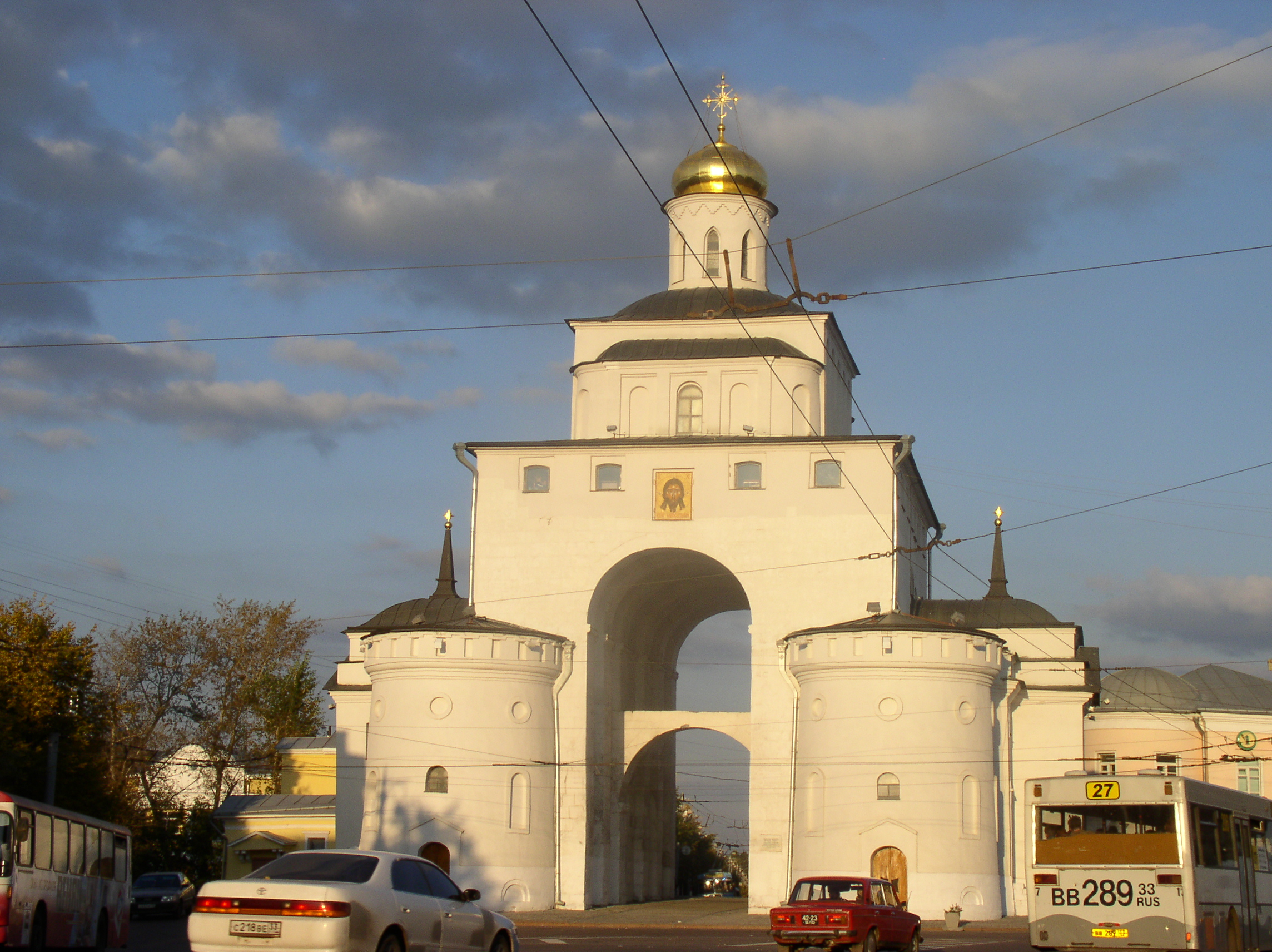
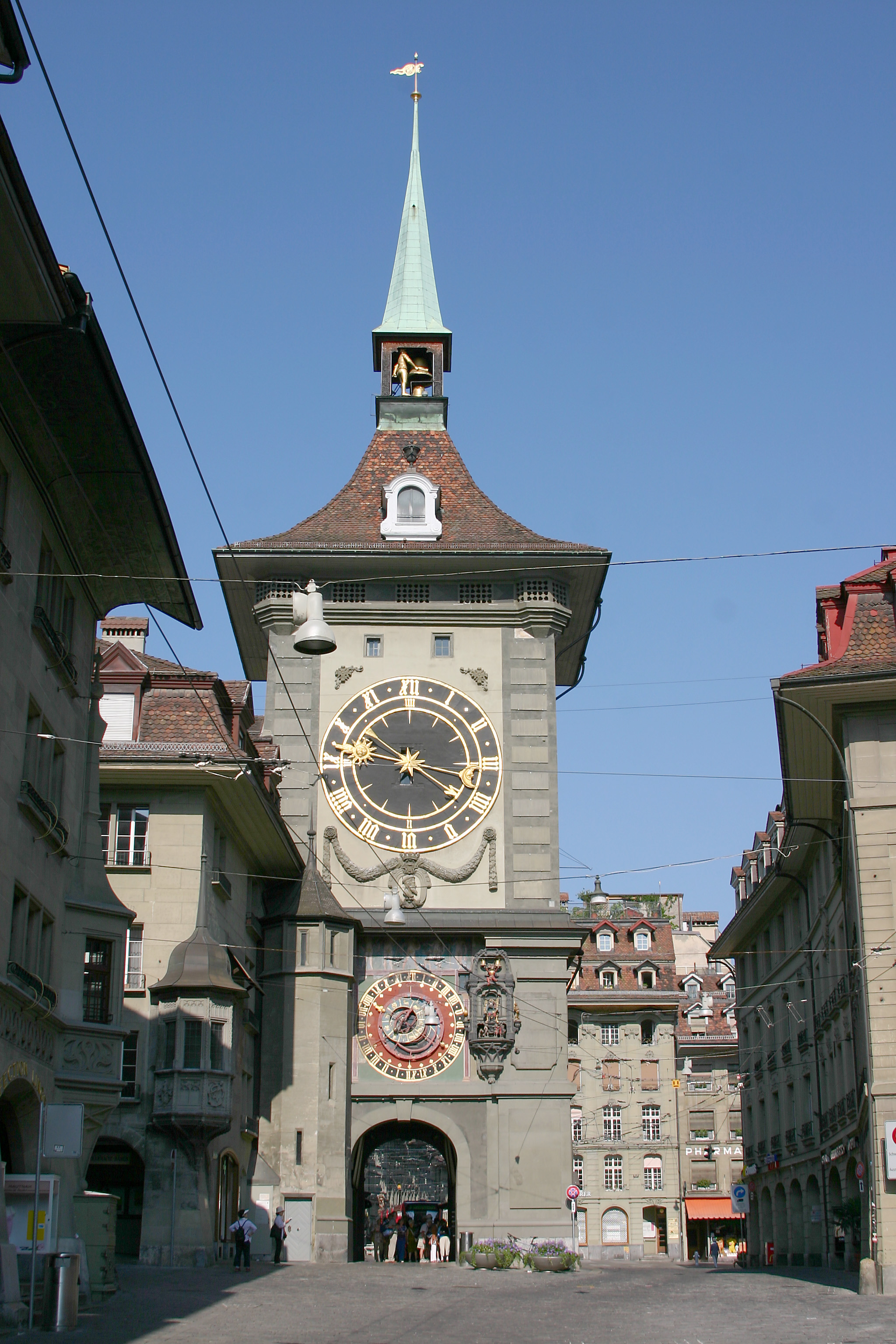
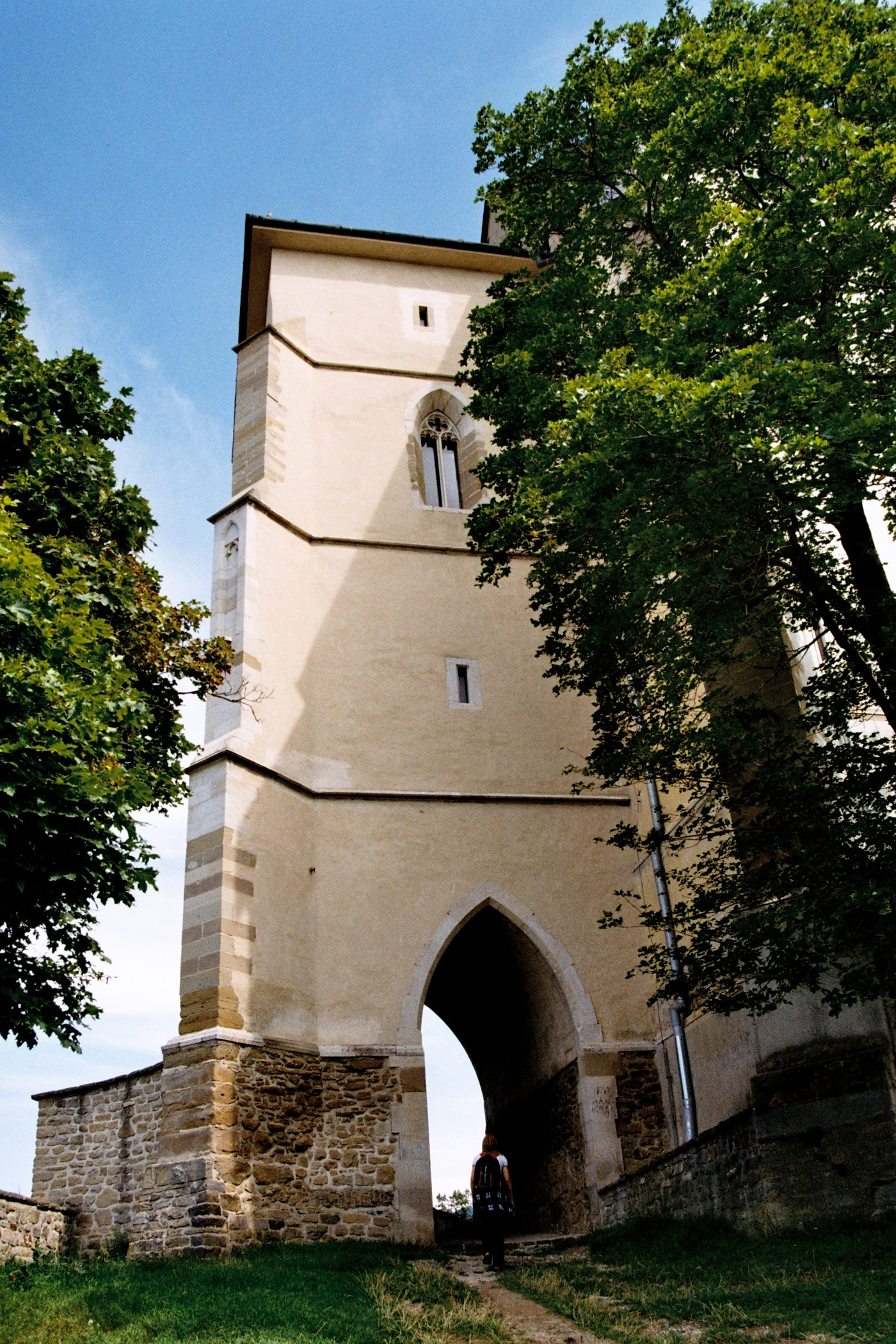